# Овин
Ови́н или клу́ня — хозяйственная постройка, в которой сушили снопы перед молотьбой. Овин обычно состоял из ямы, где располагалась печь без трубы, а также из верхнего яруса, куда складывали снопы. Согласно народным поверьям, в овине обитает овинник. Овины строились в районах с недостаточным числом солнечных дней, например, в центральной и северной России, Белоруссии.

## Описание
Овины бывали рублёные, плетневые (мазаные, ухиченые), битые (глиняные), редко каменные.
Главные части овина:
- яма или ямник, где разводится огонь, обычно прямо, весьма редко в курной печи;
- над ямой сушило, садило, насад или колосник, где, на решетинах, насаживаются снопы, либо в однорядку, огузками на колосники, или всутычь, в разноряд, комлями вверх и вниз, попеременно;
- в сушило входят через сенцы, передовинье, которое в риге бывает обширнее, и в нём тогда идет молотьба и вейка;
- самый овин или колосник покрыт накатом, заваленным землёй, а всё вместе крыто соломой;
- в ямник входят снаружи, через подлаз, подныр, иногда также крытый или ухиченный.

Постройка, объединяющая возможности овина и тока для обмолота зерна, называется гумно.

## Фразеологизмы
- Непрочная хоромина овин.
- Без огня овина не высушишь.
- Хоть овин гори, а молотильщиков корми[1].
- Хоть овин (дом) огнём гори, а брагу вари.
- Нежто я у Бога овин сжёг или теленка украл? (то есть вина моя непрощенная?)
- Как овин насажённый! (полно, много)
- У нашего господина ни ржи, ни овина.
- Он на пяти овинах молотит.
- Не бежал, а в овин пролежал.
- Проводила (мужа) за овин, да и прощай, жидовин!
- Пока едет до овина, пота дня половина; пока едет до двора, пота завтракать пора.
- Овин меж глаз сгорел, и курева не стало!
- На море овин горит, по небу медведь летит.
- Лёгок на помине, как сноп на овине.
- Расчеши свой овин на голове.
- Осудил овин баню, а сам по-чёрному.

### Загадки
- Стоит Фрол, и рот пол? (овин)
- Стоит Андрюха, набитое брюхо? (овин)
- Стоит волк, вырван бок/клок? (овин)
- Стоит волчища, выхвачен бочища, не дышит, а пышет? (овин)
- Идёт свинья из овина, с обоих концов по рылу? (ночва[2])

## В искусстве
— Сегодня я буду кутить. Весело, добродушно, — со всякими безобидными выходками. Приготовьте посуду, тарелки — я буду все это бить. Уберите хлеб из овина — я подожгу овин.
— Король, «Обыкновенное чудо»

Вот наши господа помещики и жалуются горько и терпят убытки, оттого что не существует удовлетворительной зерносушилки, которая избавила бы их от необходимости сажать хлебные снопы в овины, как во времена Рюрика: овины эти страшно убыточны, не хуже лаптей или рогож, и горят они беспрестанно.
— И. С. Тургенев, «Дым» Полный текст произведения